# Балач Мари
Балач Мари (на урду: مير بالاچ مری) е белуджки племенен лидер и борец за независимост на Белуджистан, бивш лидер на Армията за освобождение на Белуджистан.

## Биография
Балач Мари е роден на 16 януари 1966 година в град Москва, СССР. До 2003 година е депутат в парламента на провинция Белуджистан, като напуска поста в знак на протест срещу политиката на Исламабад. На 21 ноември 2007 година е убит в провинция Хелманд, Афганистан.